# Compsosoma mutillarium
Compsosoma mutillarium är en skalbaggsart som först beskrevs av Johann Christoph Friedrich Klug 1825.  Compsosoma mutillarium ingår i släktet Compsosoma och familjen långhorningar. Inga underarter finns listade i Catalogue of Life.